# جزءواژگی
جزءواژگی (به انگلیسی: meronymy، برگرفته از واژه‌های یونانیِ meros = «بخش» و onoma = «نام») اصطلاحی در حوزهٔ معناشناسی و بیانگر یکی از روابط مفهومی میان اقلام واژگانی است. جزءواژگی نشان‌دهندهٔ رابطهٔ کل به جزء میان دو مفهوم است. این رابطه نوعی رابطهٔ سلسله‌مراتبی است که میان اجزاء و کل تشکیل‌دهندهٔ آن اجزا برقرار می‌شود.
جزءواژگی بر دو نوع است: جزءواژگی همنام و جزءواژگی ناهمنام.

## جزءواژگی همنام
در این نوع جزءواژگی، بخش موردنظر با کل همنام است؛ مثلاً بخشی از «دست» که از مچ تا نوک انگشتان را تشکیل می‌دهد، بازهم «دست» نامیده می‌شود.

## جزءواژگی ناهمنام
در این نوع جزءواژگی، جزء با کل همنام نیست؛ مثلاً «ریشه»، «شاخه»، و «برگ» که اجزائی از «درخت» هستند، با آن همنام نیستند.